# ایرینا طبنیخینا
ایرینا طبنیخینا (انگلیسی: Irina Tebenikhina؛ زادهٔ ۵ دسامبر ۱۹۷۸) ورزشکار والیبال اهل روسیه است.
وی در مسابقات کشوری و بین‌المللی در مجموع برندهٔ ۱ مدال نقره شده‌است.